# Arquidiócesis de Seattle
La arquidiócesis de Seattle (en latín: Archidioecesis Seattlensis y en inglés: Roman Catholic Archdiocese of Seattle) es una circunscripción eclesiástica de la Iglesia católica en Estados Unidos. Se trata de una arquidiócesis latina, sede metropolitana de la provincia eclesiástica de Seattle. Desde el 3 de septiembre de 2019 su arzobispo es Paul Dennis Etienne.

## Territorio y organización
La arquidiócesis tiene 64 269 km² y extiende su jurisdicción sobre los fieles católicos de rito latino residentes en el área de Western Washington del estado de Washington, que se extiende desde la frontera con Canadá hasta la frontera con el estado de Oregón, y desde la cordillera de las Cascadas hasta el océano Pacífico, comprendiendo los condados de: Clallam, Clark, Cowlitz, Grays Harbor, Island, Jefferson, King, Kitsap, Lewis, Mason, Pacific, Pierce, San Juan, Skagit, Skamania, Snohomish, Thurston, Wahkiakum y Whatcom.
La sede de la arquidiócesis se encuentra en la ciudad de Seattle, en donde se halla la Catedral de Santiago. En Vancouver se encuentra la protocatedral de Santiago el Mayor, que fue la catedral de la diócesis de Nesqually.
La arquidiócesis tiene como sufragáneas a las diócesis de Spokane y Yakima.
En 2022 en la arquidiócesis existían 143 parroquias.

## Historia

### Antecedentes
La diócesis de Nesqually fue erigida el 31 de mayo de 1850 y tenía su sede en la ciudad de Vancouver. Fue erigida debido a la situación conocida como Masacre de Whitman, que derivó en la guerra Cayuse y a otras situaciones por la que el obispo de la diócesis de Walla Walla había abandonado la sede.
En 1903 el obispo O'Dea solicitó a la Santa Sede el traslado de la sede episcopal de Vancouver a Seattle, debido al aumento de la población y la economía de Seattle. Comenzó la construcción de una nueva catedral en Seattle en 1905.

### Sede en Seattle
El 11 de septiembre de 1907, mediante el breve Quae rei sacrae del papa Pío X, la diócesis de Nesqually trasladó su sede de Vancouver a Seattle y, en consecuencia, asumió el nombre de diócesis de Seattle.
El 17 de diciembre de 1913 cedió una parte de su territorio para la erección de la diócesis de Spokane.
El 23 de junio de 1951 cedió otra porción de territorio para la erección de la diócesis de Yakima y al mismo tiempo fue elevada al rango de arquidiócesis metropolitana mediante la bula Dominici gregis del papa Pío XII.

## Estadísticas
Según el Anuario Pontificio 2023 la arquidiócesis tenía a fines de 2022 un total de 899 000 fieles bautizados.
| Año                                                                             | Población            | Población | Población      | Sacerdotes | Sacerdotes    | Sacerdotes    | Bautizados por sacerdote | Diáconos permanentes | Religiosos | Religiosos | Parroquias |
| Año                                                                             | Bautizados católicos | Total     | % de católicos | Total      | Clero secular | Clero regular | Bautizados por sacerdote | Diáconos permanentes | Varones    | Mujeres    | Parroquias |
| ------------------------------------------------------------------------------- | -------------------- | --------- | -------------- | ---------- | ------------- | ------------- | ------------------------ | -------------------- | ---------- | ---------- | ---------- |
| 1918                                                                            | 80 000               |           |                | 140        | 73            | 67            | 571                      |                      |            |            | 140        |
| 1928                                                                            | 91 000               |           |                | 201        | 97            | 104           | 452                      |                      |            |            | 156        |
| 1950                                                                            | 183 000              | 1 662 770 | 11.0           | 303        | 127           | 176           | 603                      |                      | 232        | 1008       | 113        |
| 1966                                                                            | 292 675              | 2 189 800 | 13.4           | 485        | 212           | 273           | 603                      |                      | 319        | 1174       | 118        |
| 1970                                                                            | 334 468              | 2 528 000 | 13.2           | 437        | 202           | 235           | 765                      |                      | 281        | 1072       | 125        |
| 1976                                                                            | 340 221              | 2 628 190 | 12.9           | 399        | 179           | 220           | 852                      | 24                   | 271        | 875        | 127        |
| 1980                                                                            | 358 460              | 2 825 350 | 12.7           | 453        | 221           | 232           | 791                      | 48                   | 267        | 895        | 130        |
| 1990                                                                            | 320 814              | 3 598 800 | 8.9            | 377        | 214           | 163           | 850                      | 83                   | 201        | 673        | 133        |
| 1999                                                                            | 508 900              | 4 425 100 | 11.5           | 334        | 199           | 135           | 1523                     | 86                   | 33         | 650        | 138        |
| 2000                                                                            | 852 302              | 4 485 800 | 19.0           | 307        | 191           | 116           | 2776                     | 76                   | 144        | 523        | 168        |
| 2001                                                                            | 850 925              | 4 587 375 | 18.5           | 301        | 184           | 117           | 2826                     | 73                   | 146        | 492        | 168        |
| 2002                                                                            | 861 200              | 4 655 100 | 18.5           | 305        | 196           | 109           | 2823                     | 71                   | 138        | 488        | 169        |
| 2003                                                                            | 860 000              | 4 711 700 | 18.3           | 312        | 207           | 105           | 2756                     | 71                   | 134        | 471        | 169        |
| 2004                                                                            | 904 000              | 4 755 500 | 19.0           | 313        | 205           | 108           | 2888                     | 98                   | 133        | 452        | 169        |
| 2010                                                                            | 972 000              | 5 202 500 | 18.7           | 317        | 214           | 103           | 3066                     | 113                  | 122        | 409        | 144        |
| 2013                                                                            | 990 000              | 5 299 770 | 18.7           | 304        | 209           | 95            | 3256                     | 124                  | 114        | 370        | 147        |
| 2014                                                                            | 997 000              | 5 350 045 | 18.6           | 298        | 204           | 94            | 3345                     | 116                  | 109        | 367        | 147        |
| 2016                                                                            | 863 000              | 5 501 540 | 15.7           | 287        | 194           | 93            | 3006                     | 111                  | 114        | 341        | 146        |
| 2017                                                                            | 856 000              | 5 610 840 | 15.3           | 292        | 196           | 96            | 2931                     | 117                  | 115        | 322        | 145        |
| 2020                                                                            | 873 000              | 5 851 525 | 14.9           | 282        | 187           | 95            | 3095                     | 105                  | 109        | 285        | 144        |
| 2022                                                                            | 899 000              | 6 117 925 | 14.7           | 270        | 191           | 79            | 3329                     | 113                  | 92         | 234        | 143        |
| Fuente: Catholic-Hierarchy, que a su vez toma los datos del Anuario Pontificio. |                      |           |                |            |               |               |                          |                      |            |            |            |

## Episcopologio

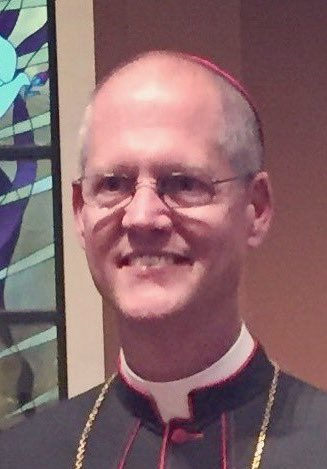
Paul Dennis Etienne, arzobispo de Seattle desde 2019

- Gerald Shaughnessy, S.M. † (11 de septiembre de 1907-18 de mayo de 1950 falleció)
- Thomas Arthur Connolly † (18 de mayo de 1950 por sucesión-13 de febrero de 1975 retirado)
- Raymond Gerhardt Hunthausen † (25 de febrero de 1975-21 de agosto de 1991 renunció)
- Thomas Joseph Murphy † (21 de agosto de 1991 por sucesión-26 de junio de 1997 falleció)
- Alexander Joseph Brunett † (28 de octubre de 1997-16 de septiembre de 2010 retirado)
- James Peter Sartain (16 de septiembre de 2010-3 de septiembre de 2019 renunció)
- Paul Dennis Etienne, por sucesión el 3 de septiembre de 2019